# 반송 탄요유적공원 탄요지
반송 탄요유적공원 탄요지는 대한민국 경기도 화성시 반송동, 탄요유적공원 내에 있다. 2016년 4월 7일 화성시의 향토문화재 제25호로 지정되었다가, 2019년 10월 23일 향토문화재(기념물) 제9호로 변경 재분류되었다.

## 개요
이 가마는 삼국시대 숯가마로써 고대 생산 문화를 파악할 수 있는 유적이다.